# 免稅
免税是指个人或機構在某種情況下可以不用向政府繳納稅收。例如某些慈善组织可以不用向政府繳納财产税和所得稅，某些地區的人在購買商品後途徑海關時不用繳納關稅。有時候某些機構、公司和組織只會被免除部分種類的稅，但是其他的種類的稅依然要交，例如美国某些组织可以不用繳納联邦所得税，  但是各种消费税依然要繳納。 